# Éric Morin
Pour les articles homonymes, voir Morin.
Éric Morin né à Montréal en 1969 est un compositeur et pédagogue.

## Œuvres
- Elegy, pour quintette à cordes (2001);
- Bombs away, pour orchestre (1999);
- D’un château l’autre, pour quatuor à cordes et 15 instruments (1998);
- Clone, pour quintette à vent et piano (1997);
- For Crying out loud, pour quatre instruments (1996-1997);
- Un, deux, beaucoup, pour orchestre (1993-1994).

## Distinctions
- 1996 - Concours des jeunes compositeurs de la Socan
- 1997 - Tribune internationale des compositeurs de l’Unesco
- 1997 - Concours des jeunes compositeurs de la société Radio-Canada
- 1999 - Concours des jeunes compositeurs de la société Radio-Canada
- 1999 - Concours des jeunes compositeurs de la Socan
- 2003 - Prix Jules-Léger [1]